# IV. kationosztály
A IV. kationosztályba azok a kationok tartoznak, melyek sem savas, sem semleges közegben szulfidos reagenssel nem reagálnak, ezzel szemben karbonátjuk ammóniumsók jelenlétében is leválasztható. 

Az osztályreakcióban annak hangsúlyozása, hogy a karbonátok ammóniumionok jelenlétében, ammónium-karbonáttal is leválaszthatók, azért lényeges, mert e tény zárja ki a karbonátionokkal egyébként ugyancsak csapadékot adó magnéziumiont a IV. osztály kationjai közül.

## A kalciumionok reakciói
- A kalcium-klorid (perklorát, nitrát stb.) vizes oldata semleges kémhatású.
- NaOH. Töményebb oldatban már leválik a fehér színű kalcium-hidroxid-csapadék is. Ha a reagens karbonátos, kalcium-karbonát válhat le.
- NaF. Kocsonyás, áttetsző csapadék formájában válik le a kalcium-fluorid, mely ecetsavban nem oldódik; frissen leválasztottan híg, erős savakban, öregedett formájában azonban már csak tömény kénsavban oldható.
- K4[Fe(CN)6]. Gyengén ammóniás vagy ecetsavas, ammónium sókat is tartalmazó közegben fehér színű kalcium-ammónium-hexaciano-ferrát(II)-csapadék válik le. (Vasnyomok esetén a csapadék zöldes.)
- H2SO4. A fehér színű kalcium-szulfát csak töményebb oldatból válik le.

Az így leválasztott csapadékot kétfelé osztva: 

a, A csapadék 20%-os sósavban: 

CaSO4 + H+ → Ca2+ + HSO−4 

disszociálatlan hidrogén-szulfát ionok képződése miatt oldódik. 

b, A második részlethez szilárd ammónium-szulfátot adagolva elérjük a csapadék feloldódását: 

CaSO4 + SO42- → Ca(SO4)22- 

diszulfáto-kalciát komplex képződése miatt. 
- Telített kalcium-szulfát-oldat ("gipszesvíz") közönséges körülmények között nem hozhat létre kalcium-szulfát-csapadékot, töményebb oldatban azonban a sajátion-hatás révén kis mennyiségű csapadék válhat le. (Eltérés a bárium- és stronciumionoktól.)
- K2CrO4. Csapadék nincs, szemben a báriummal és stronciummal.
- Na2HPO4. AZ oldat kémhatásától függően tercier vagy szekunder kalcium-foszfát válik le. A fehér színű csapadék - primer foszfátionok képződése közben - ecetsavban forralás hatására, míg erős savakban könnyen oldódik:

Ca3(PO4)2 + 4 H+ → 3 Ca2+ + 2 H2PO4-
- (NH4)2CO3. Fehér színű, ecetsavban könnyen oldódó:

CaCO3 + 2 H+ → Ca2+ + CO2 + H2O 

kalcium-karbonát válik le.
- (NH4)2(COO)2. Jellemző az alkáliföldfém-ionok között, hogy oxalátionok hatására leváló fehér színű kalcium-oxalát-csapadék ecetsavban nem oldódik, sőt ecetsavas közegben is leválasztható:

Ca2+ + (COO)22- → Ca(COO)2 

Erős savak oldják a csapadékot.
- Lángfestés. A kalcium-klorid téglavörös lángfestése már kis gyakorlattal is megkülönböztethető a stroncium- vagy lítium-klorid vörös lángfestésétől.

A kalcium leglényegesebb reakciói: az oxalátos és karbonátos csapadékképzés, szerepet kap azonban az azonosítás során a szulfátos és (negatív) kromátos reakció is. Alapvető a lángfestés vizsgálata, mely - megfelelő műszer segítségével - a legjellemzőbb és legérzékenyebb kalciumkimutatás.

## A stronciumionok reakciói
- A stroncium-klorid (perklorát, nitrát stb.) vizes oldata semleges kémhatású.
- NaF. A stroncium-fluorid tulajdonságai a kalcium-fluoridhoz hasonlítanak.
- H2SO4. Fehér színű SrSO4-csapadék válik le.

A háromfelé osztott csapadék: 

a, ammónium-szulfát hatására nem oldódik. 

b, Erős és viszonylag tömény savakban csak melegítés hatására, 

c, lúgokban pedig egyáltalán nem oldódik.
- Gipszes víz. Az oldékonysági viszonyoknak megfelelően a stroncium-szulfát - bár lassan, esetleg csak melegítés hatására - telített gipszes vízzel is leválasztható.
- K2CrO4. A sárga színű stroncium-kromát viszonylag töményebb (hígítás nélküli) semleges vagy gyengén ammóniás oldatból, esetleg azonos térfogatú etil-alkohol hatására válik le megbízhatóan.

A csapadék ecetsavban oldódik: 

2 SrCrO4 + 2 H+ → 2 Sr2+ + Cr2O2−7 + H2O
- Na2HPO4 hatására fehér színű szekunder vagy tercier stroncium-foszfát válik le.

A csapadék oldódása a megfelelő kalciumvegyületekével analóg.
- (NH4)2CO3. Fehér stroncium-karbonát válik le.

A csapadékot már ecetsav is szén-dioxid fejlődése közben oldja.
- (NH4)2(COO)2. A stroncium-oxalát leválasztása ecetsavas közegből nem sikerül. (Eltérés a kalciumionoktól.) A semleges oldatból leválasztott fehér színű stroncium-oxalát ecetsavban csak forralva, ásványi savakban hidegen is könnyen oldható.
- Lángfestés. A stroncium-klorid karminvörös lángfestése igen jellemző.

A lángfestést kézi spektroszkópon át megfigyelve számos vörös, valamint a jellemző 604 nm-es (narancs) és 461 nm-es (kék) színképvonalat észlelhetjük. 

A stronciumionok legjobb és megfelelő körülmények között legérzékenyebb kimutatása a spektroszkópos vizsgálat. A IV-V. osztályon belül kromátos és szulfátos (esetleg oxalátos) reakciói azonosítási célokra jól használhatók.

## A báriumionok reakciói
- A bárium-klorid (perklorát, nitrát stb.) vizes oldata semleges kémhatású.
- NaF. Az áttetsző bárium-fluorid a kalcium-fluoridnál oldhatóbb.
- Na2HPO4. Fehér színű, az oldat kémhatásától függő összetételű bárium-foszfát válik le.

A csapadékok savakban, melegítve még ecetsavban is oldódnak, pl.: 

BaHPO4 + H+ → Ba2+ + H2PO−4 

Hasonlóan a kalcium- és stroncium-foszfátok savas oldataihoz, a foszfátcsapadék ammónia hatására ebből az oldatból is leválik.
- Na2CO3. Fehér, ecetsavban oldódó bárium-karbonát csapadék válik le.
- H2SO4. A bárium-szulfát az összes szulfátcsapadék közül a legoldhatatlanabb. Ennek megfelelően az érzékenysége is nagy, így alkalmas bárium-, még inkább szulfátszennyeződés kimutatására.

A csapadék: 

a, Nem oldódik tömény sósavban sem. 

b, Azonnal leválik telített gipszes víz hatására. 

c, Leválasztható telített stroncium-szulfát oldatával is.
- K2CrO4. E csoporton belül a legoldhatatlanabb kromát az ecetsavas oldatból is leválasztható sárga színű bárium-kromát csapadék, mely csak erős savakban oldódik.

Ugyancsak oldhatatlan ólom-kromáttól eltérően nátronlúgban nem oldódik.
- K2Cr2O7. A bárium-kromát oldhatatlanságát jelzi, hogy nátrium-acetát jelenlétében a savtermelő bárium - bikromát reakcióban is leválasztható:

2 Ba2+ + Cr2O2−7 + H2O → 2 BaCrO4 +  H+
- (NH4)2(COO)2. A fehér bárium-oxalát-csapadék nem tartozik a nagyon oldhatatlan vegyületek közé.
- A bárium-klorid jellegzetes zöld lángfestése némi gyakorlattal a réz(II)-klorid vagy bórsav ugyancsak zöld lángfestésétől megkülönböztethető.

A kézi spektroszkópban megfigyelve három zöld vonal jellemző: az 513,524,554 nm-es színképvonalak. 

A báriumionok két legfontosabb reakciója: a szulfátos és a kromátos. Mindkettő - megfelelő körülmények között - meglehetősen szelektív, és kisebb mennyiségű bárium kimutatására is alkalmas. Lényeges természetesen spektroszkópos vizsgálata is.